# Мокуш
«Мокуш» (словен. Mokuš) — словенська фантастична драма 2000 року від режисера Андрея Млакара, створений на основі роману Фері Лайнщека «Той, хто приніс туман». Через суперечку між режисером та кіностудією потрапив до прокату лише 2006 року.

## Сюжет
Священик Йон Урський порушує церковний порядок, за що був засланий до поселення серед болота, Мокуш, де він намагається відновити знесену церкву.

## У ролях
- Людвик Бегарі — сліпий
- Деніс Крамбергер — Пісті
- Владо Новак
- Маріо ШЕліх
- Єрней Шугман
- Наташа Тич Ральян — селянка
- Даріо Варга — Йон Урський
- Борут Веселко